# Ranunculus ferocior
Ranunculus ferocior är en ranunkelväxtart som beskrevs av Dunkel. Ranunculus ferocior ingår i släktet ranunkler, och familjen ranunkelväxter. Inga underarter finns listade i Catalogue of Life.